# Joan Espinagosa i Farrando
Joan Espinagosa i Farrando (Biosca, 1858 - Barcelona, 1931) fou un vitraller català, conegut pels seus vitralls modernistes.
Feia servir una màquina polidora de vidres importada d'Alemanya, i fou pioner a l'Estat en fer servir el sistema de vidre imprès, originari del Regne Unit. Un peça important de la seva producció és la claraboia de l'ull de l'escala de la casa Amatller, de Barcelona. Pel seu taller van passar artistes com Ramon Calsina i Lluís Gargallo, germà de l'escultor Pau Gargallo.

## Premis i reconeixements
- Medalla d'Or (Santiago de Compostel·la)